# Humaid bin Abd Allah al-Qasimi
Humaid bin Abd Allah al-Qasimi (... – agosto 1900), è stato emiro di Ras al-Khaima dal 1869 al 1900. Sopravvisse al tentativo di spodestarlo attuato dal sovrano di Sharja, con il quale in seguito si alleò. Riunì a Ras al-Khaima le sue dipendenze secessioniste.

## Ascesa al trono
Al momento dell'ascesa al trono di Sharja di Salim bin Sultan al-Qasimi nel 1868, dopo la morte del padre Khalid I, il nipote di Salim, Humaid bin Abd Allah al-Qasimi, assunse il ruolo di wali di Ras al-Khaima. L'anno seguente proclamò l'indipendenza dall'emirato di Sharja.
Le macchinazioni dell'agente saudita portarono a un tentativo di stabilire Humaid come sovrano di Sharja, ma questo tentativo alla fine fallì, con conseguente violenza a Sharja e la morte dell'interessato.

## Colpo di Stato
Nel maggio del 1869 Salim bin Sultan, con l'intenzione di nominare suo fratello Ibrahim nuovo sovrano di Ras al-Khaima fece sbarcare 1 500 uomini da 32 barche. Humaid fu sostenuto da una forza di circa 500 uomini giunti da Umm al-Qaywayn. I combattimenti ebbero luogo sia a Jazirat Al Hamrah che nella città di Ras al-Khaimah. Il residente britannico, il colonnello Lewis Pelly, nel sentire parlare di questa violazione della tregua marittima (l'imbarco delle truppe per compiere un atto di guerra violava il trattato del 1820) salpò da Bandar Lengeh sulla Dalhousie e con a fianco la cannoniera Hugh Rose. Arrivato a Ras al-Khaimah il 12 maggio, Pelly ordinò a Salim e Ibrahim di ritirare le loro forze da Ras al-Khaimah al tramonto il giorno dopo.
Le alleanze cambiarono rapidamente, tuttavia, e nel 1871 Humaid, insieme al sovrano di Umm al-Qaywayn, sostenne Salim quando approfittò dell'assenza di Ibrahim per un viaggio ad Abu Dhabi e cementò la sua ascesa riprendendo il controllo totale di Sharja. Allo stesso tempo, Humaid bin Abd Allah riprese le dipendenze di Sha'am, Rams e Shimal, che erano riusciti a separarsi dal suo dominio. Un tentativo di secessione attuato da Sha'am nel 1885 portò Humaid a estorcere una multa di 1600 talleri di Maria Teresa.

## Morte
Humaid bin Abd Allah morì nel 1900. Quello stesso anno il sovrano di Sharja, Saqr II bin Khalid al-Qasimi, conquistò l'emirato di Ras al-Khaima.